# Christophe (motorfiets)
Christophe is een Frans historisch merk van motorfietsen.
De bedrijfsnaam was: S.A. Christophe, Neuilly-sur-Seine
Christophe begon in 1920 met de productie van motorfietsen. Men leverde een groot aantal modellen, van lichte tweetakten tot viertakten van 350-en 500cc. Daarbij waren zijklepmotoren, maar rond 1930 ook een sportmotor met bovenliggende nokkenas en twee uitlaatkleppen. De machines leken op die van van Automoto. De productie werd in of kort na 1930 beëindigd.